# Christian Verougstraete
Christian Verougstraete (Ukkel, 11 september 1950) is een Belgisch Vlaams-nationalistisch politicus voor Vlaams Belang.

## Levensloop
Verougstraete volgde Latijn-Griekse humaniora aan het Onze-Lieve-Vrouwcollege van Oostende en studeerde in 1977 af als licentiaat in de rechten aan de Rijksuniversiteit Gent. Hij werkte van 1978 tot 1995 als notarieel jurist bij een notariskantoor in Oostende. Ook was hij vanaf 1978 bestuurslid van de vzw Vrienden van Zuid-Afrika, waarvan hij van 1992 tot 1995 de voorzitter was.
Als student was hij actief in het Vlaams Verbond van Katholieke Scouts en in het Gentse Katholiek Vlaams Hoogstudentenverbond, waarvan hij van 1976 tot 1977 preses was. Ook was hij actief bij de jongerenafdeling van de Volksunie, waar hij zich kantte tegen de linkse invloeden in de partij. Na het Egmontpact sloot hij zich aan bij de Vlaams Nationale Partij en daarna het Vlaams Blok en het Vlaams Belang. Tot in 1995 was hij secretaris van de VB-afdeling van het arrondissement Veurne-Diksmuide-Oostende.
Bij de eerste rechtstreekse verkiezingen voor het Vlaams Parlement van 21 mei 1995 werd Verougstraete verkozen in de kieskring Veurne-Diksmuide-Ieper-Oostende. Ook na de volgende Vlaamse verkiezingen van 13 juni 1999, van 13 juni 2004 en van 7 juni 2009 bleef hij Vlaams volksvertegenwoordiger tot mei 2014. Bij de verkiezingen van mei 2014 werd hij niet herkozen. Sinds 30 juni 2014 mag hij zich ere-Vlaams volksvertegenwoordiger noemen. Die eretitel werd hem toegekend door het Bureau (dagelijks bestuur) van het Vlaams Parlement. Als Vlaams Parlementslid was hij van 1995 tot 1999 ondervoorzitter en van 2000 tot 2004 lid van de commissie Binnenlandse Aangelegenheden, Stedelijk Beleid en Huisvesting, van 1995 tot 1999 en van 2004 tot 2014 lid van de commissie Financiën en Begroting (vanaf 2004 eveneens bevoegd voor Algemene Zaken), van 1999 tot 2004 en van 2009 tot 2014 lid van de commissie Buitenlands Beleid en Europese Aangelegenheden en van 2004 tot 2009 lid van de commissie Wonen, Stedelijk Beleid, Inburgering en Gelijke Kansen.
Sinds januari 1995 is hij eveneens gemeenteraadslid van Oostende, waar hij fractieleider werd voor zijn partij. Zijn echtgenote Frieda Verougstraete-Deschacht werd in 2019 verkozen in het Vlaams Parlement en zetelde er tot in 2024.